# Lestradea stappersii
Lestradea stappersii är en fiskart som först beskrevs av Poll, 1943.  Lestradea stappersii ingår i släktet Lestradea och familjen Cichlidae. IUCN kategoriserar arten globalt som livskraftig. Inga underarter finns listade i Catalogue of Life.